# Hoburgen

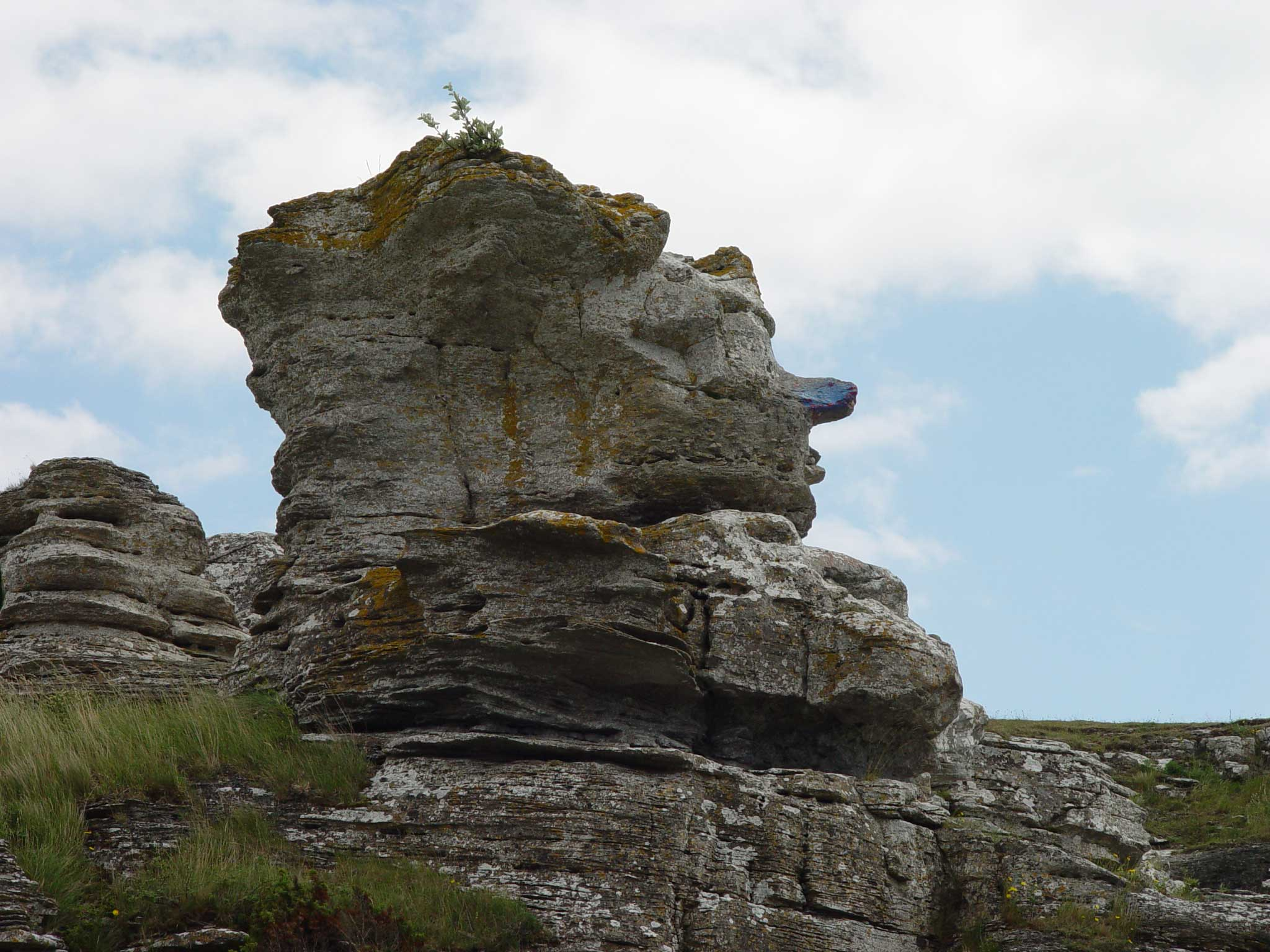
Hoburgsgubben, en känd rauk vid Hoburgen.

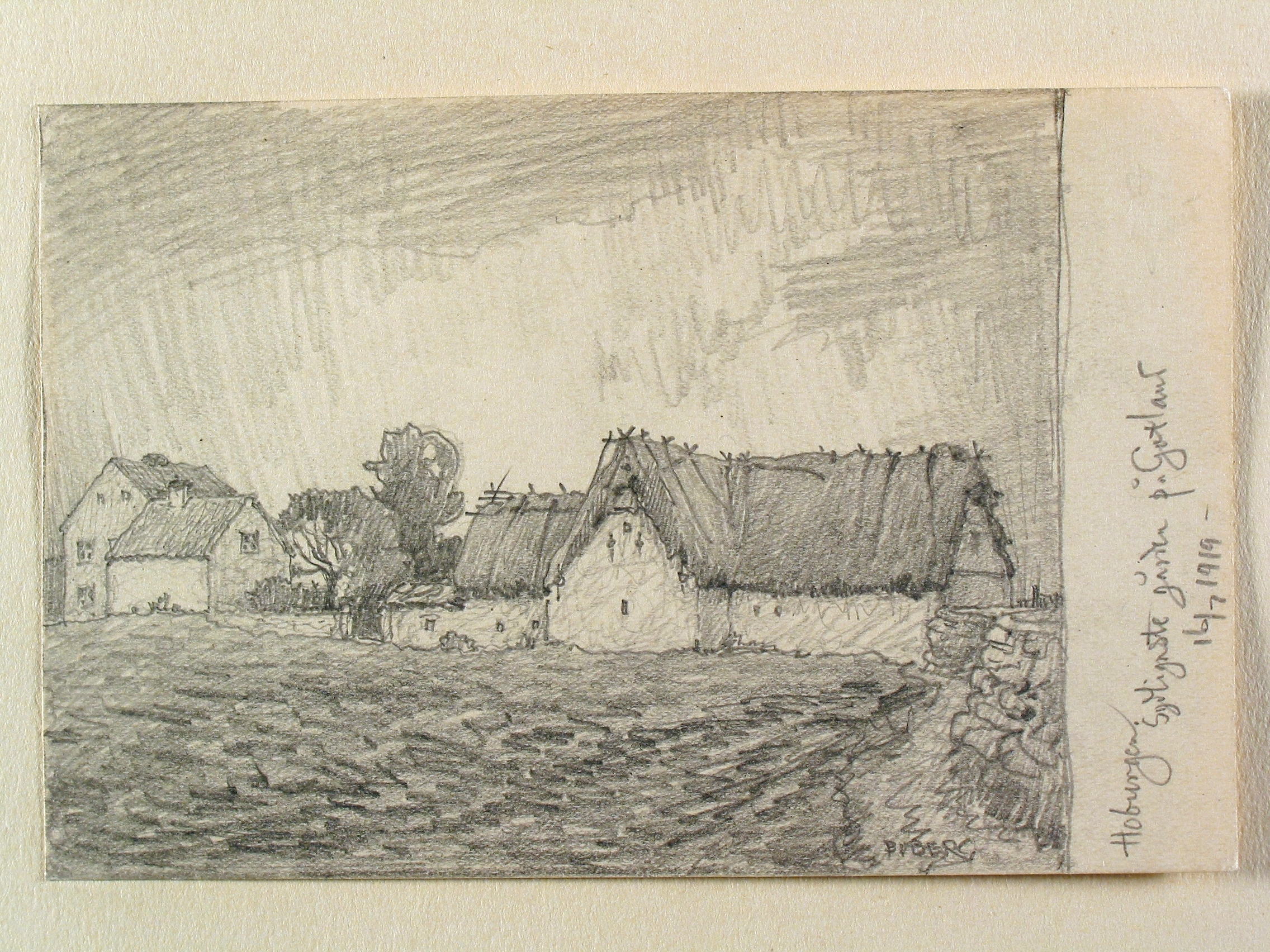
Gård vid Hoburgen, tecknad av Ferdinand Boberg 1919.

Hoburgen är ett klipparti i Sundre socken på sydigaste Gotland som består av klintar av revkalksten. Revkalkstenen tillhör Sundreformationen, medan sandstenen vilken revkalkstenen vilar på tillhör Burgsviksformationen. Båda dessa litologiska enheter tillhör den allra yngsta berggrunden på Gotland och avsattes under sen Ludlowtid.
Vid Hoburgen finns grottor och raukar som har bildats och påverkats av både Ancylussjön och Littorinahavet. Ett känt exempel på en rauk är den så kallade Hoburgsgubben.
Hoburgen är även flyttfågellokal och på platsen, som varit fyrplats sedan 1846, ligger den 22 meter höga Hoburg fyr.
Från Hobergen och cirka tre kilometer längs med den västra kustklinten sträcker sig naturreservatet Husrygg.